# Kemse
Kemse là một thị trấn thuộc hạt Baranya, Hungary. Thị trấn này có diện tích 8,96 km², dân số năm 2010 là 59 người, mật độ 7 người/km².